# Ščaslyve
Ščaslyve (in ucraino Щасливе?; traslitterazione anglosassone Shchaslyve) è un insediamento di tipo urbano (селище міського типу) dell'Ucraina, situato nell'oblast' di Kiev (distretto di Boryspil').
Situato tra Kiev e Boryspil', è dotato di grande e moderno impianto sportivo calcistico, sede del FC Knjaža Ščaslyve dove spesso si allena anche la Dinamo Kiev.